# Asemeia violacea
Espèce
Classification phylogénétique
Synonymes
- Polygala violacea Aubl.,1775 - Basionyme[1]
- Polygala cinerea Willd.
- Polygala angustifolia Kunth
- Polygala americana Mill. var. angustifolia (Kunth) Kuntze
- Polygala brizoides A. St.-Hil. & Moq.
- Polygala monticola var. brizoïdes (A. St.-Hil. & Moq.) Steyerm.
- Polygala camporum Benth.
- Polygala angustifolia var. linearifolia Chodat
- Polygala bahiensis Chodat
- Polygala orobus Chodat
- Polygala huberiana Chodat[2]

Asemeia violacea (anciennement Polygala violacea Aubl.) est une espèce de plantes à fleurs de la famille des Polygalaceae. C'est une plante herbacée néotropicale.
Elle est connue au Venezuela sous les noms de Juiqui-Juiqui, Pata de grillo, Rabo de alacrán, Raíz de cachicamo. Au Brésil, on l'appelle Vassourinha de botão, ou Erva-iodeque.

## Description
Asemeia violacea est une petite plante herbacée dressée peu ramifiée, haute de 20 à 40 cm.
Les feuilles sont cartacées ou subcoriaces, réticulées sur les deux faces, de forme linéaires-laocolées, elliptiques ou elliptiques-lancéolées, très fines, herbacées, presque glabres ou légèrement pubérueuses, longues de 3-5 cm pour 0,6-1 cm de large, et avec des trichomes incurvés-apprimés.
L'inflorescenceest un racème supra axillaire, plutôt lâche, atteignant jusqu'à 8 cm de long, et avec des trichomes incurvés-apprimés.
La fleur longue de 4 à 5 mm est de couleur mauves ou lavande et verdâtre.
Le pédicelle est long de 1–3 mm.
Les sépales extérieurs sont inégaux (ceux internes étant) plus petits), presque entièrement connés, avec des cils glanduleux sur les marges.
Les ailes sont obovales, inéquilatérales.
Les pétales supérieurs sont anguleux au milieu, semi-orbiculaires au sommet.
La carène est dépourvue de crête.
Le fruit est une capsule glabre, de forme elliptique-oblongue, et longue de 2–5 mm.
La graine est cylindrique, densément pubérulente, avec à son sommet un arille en forme de crête, doté de deux courts appendices.
Polygala violacea est une espèce très variable avec de grandes variations dans la forme des feuilles, la pubescence et l'abondance relative de la ciliation glandulaire sur les sépales externes.

## Répartition
On rencontre Asemeia violacea en Amérique du Sud et centrale, du Paraguay au Nicaragua en passant par la Colombie, Trinidad, le Venezuela, le Guyana, le Suriname, la Guyane, l'Équateur, le Brésil, et la Bolivie. Certains la signalent aussi depuis le sud de États-Unis (Floride, Louisiane, Mississippi), au Mexique, à Cuba et jusqu'en Argentine,.

## Écologie
Asemeia violacea pousse dans les savanes, et dans les lisières forêts/savanes, autour de 50–1 300 mm d'altitude au Venezuela.
Asemeia violacea est pollinisée au Brésil par les abeilles Jandaíra (Melipona subnitida Ducke), et Uruçu (Melipona scutellaris Latrelle).
La forme des feuilles d’Asemeia violacea varie selon les conditions écologiques.
Le pollen d’Asemeia violacea a été étudié et testé en reconnaissance par Deep Learning.
Asemeia violacea serait une plante adventice des cultures de pastèque dans les savanes du Roraima (Brésil).

## Utilisations
Dans la Caatinga brésilienne, l'infusion ou la décoction de racines d’Asemeia violacea sert tradictionnellement de diurétique, d'émétique, d'expectorant et dans le traitement de la blennorragie.
Les racines sont consommées et placées comme topique pour soigner les morsures de serpent. Son activité bactéricide sur Staphylococcus epidermidis a été testée sans succès, ce qui a été confirmé par une autre étude avec d'autres microbes.

## Protologue

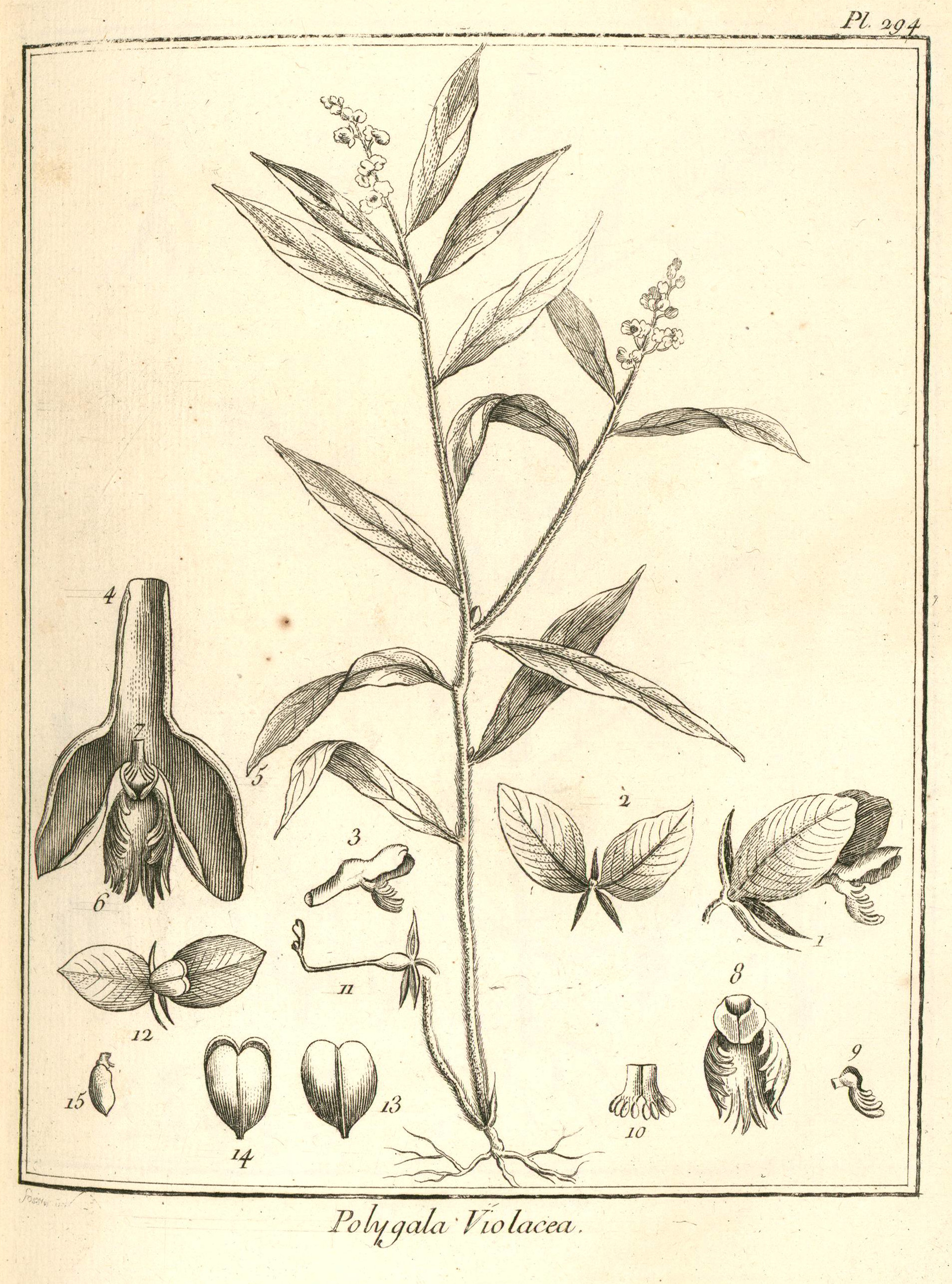
Asemeia violacea : Planche 294 par Aublet (1775)
L'on a groſſi toutes les parties de la fructification. - 1. Fleur épanouie. - 2. Calice. - 3. Corolle. - 4. Corolle ouverte. - 5. Lèvre ſupérieure. - 6. Lèvre inférieure. - 7. Feuillet qui porte les étamines. - 8. Lèvre inférieure détachée vue de face. - 9. Lèvre inférieure, vue de côté. - 10. Feuillet qui porte les étamines. - 11. Ovaire attaché à une portion du calice. Style, Stigmate. - 12. Calice & Capſule. - 13. Capſule. - 14. Capſule qui s'ouvre en deux valves. - 15. Semence avec ſa coëffe.

En 1775, le botaniste Aublet propose le protologue suivant pour Asemeia violacea : 

« POLYGALA (violacea) floribus criſtatis, foliis hirſutis, lanceolatis. (Tabula 294.)
Plant a annua, caules plures, ſimplices, aut ramoſos, pedales, tomentoſos, è radice emittens. Folia alterna, lanceolata, tomentoſa, cinerea. Flores ſpicati, terminales ; ſinguli ex axilla ſquamulæ.
Floret variis anni temporibus.
Habitat in pratis & ſemitis Caïennæ & Guianæ.

LE POLYGALA violet. (PLANCHE 294.)
Cette plante pouſſe de ſa racine pluſieurs tiges grêles, velues, hautes d'environ un pied & demi ; elles ſont ſimples, quelquefois rameuſes, garnies de feuilles alternes, entières, étroites, pointues, longues de deux pouces, ſur quatre lignes de largeur. Elles ſont couvertes d'un léger duvet cendré. 
Les fleurs viennent en épis à l'extrémité de la tige & des rameaux. Leur calice eſt d'une ſeule pièce, diviſé en cinq parties, dont une ſupérieure, deux inférieures, & deux latérales. La ſupérieure & les deux inférieures ſont courtes, étroites & aiguës, & les deux latérales ſont larges, longues, ovales, vertes en deſſous, & de couleur violette en deſſus. 
La corolle eſt d'une ſeule pièce irrégulière, partagée en deux lèvres dont la ſupérieure eſt relevée, & diviſée en deux lobes concaves ; l'inférieure eſt plus courte, arrondie, concave, chargée en deſſous d'une houppe de filets violets. Le reſte de la corolle eſt un tuyau fendu dans toute ſa longueur. Cette corolle eſt attachée dans le fond du calice autour de l'ovaire. 
Les Étamines ſont huit, rangées ſur un petit feuillet à la paroi interne & ſupérieure de la lèvre inférieure. Leur filet eſt court. L'anthère eſt longue, jaune. 
Le piſtil eſt un ovaire arrondi, comprimé ſur les deux faces de l'un & de l'autre côté, ſurmonté d'un style long, grêle, courbé en équerre, & terminé par un stigmate applati & latéral. 
L'ovaire devient une capsule ſèche, à deux loges, qui s'ouvrent par le côté en deux valves, & chacune ne contient qu'une ſeule semence ovoïde, garnie d'une petite coëffe membraneuſe, blanche à ſon ombilic. 
Cette plante eſt annuelle ; elle vient également dans l'île de Caïenne & à la terre ferme ; on la trouvé communément ſur le bord des ſentiers & dans les ſavanes. 
L'on a groſſi toutes les parties de la fructification. »

— Fusée-Aublet, 1775.